# Giuseppe Lazzarotto
Giuseppe Lazzarotto (Carpané di San Nazario, província de Vicenza, 24 de maio de 1942) é um clérigo católico romano italiano, arcebispo emérito e diplomata da Santa Sé.

## Biografia
Giuseppe Lazzarotto recebeu o Sacramento da Ordem em 1º de abril de 1967, do Bispo de Pádua, Girolamo Bartolomeo Bortignon OFMCap. Ingressou na Pontifícia Academia Eclesiástica de Roma em 1967 e recebeu seu doutorado em direito canônico. Em 1971 ingressou no serviço diplomático da Santa Sé e trabalhou nas nunciaturas na Zâmbia, Bélgica e Cuba e de 1982 a 1984 na Delegação Apostólica em Jerusalém. Na Secretaria de Estado da Santa Sé, foi responsável pelas relações com os governos.
Além do italiano, ele também fala inglês, francês e espanhol.

## Arcebispo e Núncio apostólico
Em 23 de julho de 1994, o Papa João Paulo II o nomeou Arcebispo Titular de Numana e Núncio Apostólico na Jordânia e no Iraque. O Cardeal Secretário de Estado Angelo Sodano deu-lhe a consagração episcopal em 7 de outubro do mesmo ano, na Catedral de Pádua; os co-consagradores foram o secretário da Congregação para as Igrejas Orientais, Arcebispo da Cúria Miroslaw Marusyn, e o ex-núncio e Bispo de Pádua, Antonio Mattiazzo.
Em 11 de novembro de 2000, Giuseppe Lazzarotto tornou-se Núncio Apostólico na Irlanda. Em 2007, tornou-se público um questionário sobre possíveis candidatos a bispo que Monsenhor Lazzarotto havia enviado aos padres da Diocese de Down e Connor. O arcebispo recusou-se a comentar, afirmando que "todos os aspectos relacionados ao processo de nomeações episcopais devem ser tratados com a mais estrita confidencialidade. Espero que compreendam que não posso me afastar dessa prática". O Relatório Murphy sobre abusos infantis na arquidiocese de Dublin, divulgado em novembro de 2009, criticou Lazzarotto por não responder a um pedido de documentos. Sua recusa fazia parte de uma disputa em andamento entre os investigadores irlandeses e a Santa Sé. O Vaticano insistiu na comunicação por meio do Ministério das Relações Exteriores da Irlanda, enquanto a Comissão se considerava independente do governo e não confinada aos canais diplomáticos. Em 2006, tornou-se membro da Tenência Irlandesa da Ordem Equestre do Santo Sepulcro.
Papa Bento XVI o transferiu em 22 de dezembro de 2007 como Núncio Apostólico na Austrália.
Em 18 de agosto de 2012, Giuseppe Lazzarotto foi nomeado Núncio Apostólico em Israel e Delegado Apostólico em Jerusalém e Palestina, substituindo o Arcebispo Antonio Franco, ao qual acrescentou as responsabilidades de núncio apostólico em Chipre em 30 de agosto. Uma das principais tarefas de Lazzarotto, que residia como núncio em Jaffa e como delegado em Jerusalém, era negociar um acordo sobre questões fiscais e financeiras com o governo de Israel.
No entanto, Menachem Gantz, jornalista do jornal israelense Yediot Aharonot, argumentou que a nomeação do Arcebispo Lazzarotto era "uma vergonha e humilhação para Israel", acusando a ligação do novo núncio ao escândalo dos padres pedófilos na Irlanda; segundo o editorial, "a nomeação é um tapa na cara de Israel e ressalta as relações tensas entre a Santa Sé e o Estado judeu, baseadas principalmente em gestos simbólicos". Dias depois, o Ministério das Relações Exteriores de Israel emitiu um desmentido ao editorial de Gantz; conforme o porta-voz adjunto do Ministério das Relações Exteriores, Paul Hirschson, “o Estado de Israel e a Santa Sé mantêm boas relações, baseadas na confiança mútua" e que "Israel concordou com a nomeação do Arcebispo Giuseppe Lazzarotto como novo embaixador em Israel", além de desejar sucesso. O rabino David Rosen, diretor internacional de Assuntos Inter-religiosos do Comitê Judaico Americano (AJC), sediado em Jerusalém, também se posicionou favorável a Lazzarotto, "altamente respeitado na Secretaria de Estado do Vaticano e sua nomeação certamente não representa um 'rebaixamento' de forma alguma, muito menos um tapa na cara de Israel".
Em junho de 2013, Monsenhor Lazzarotto disse que havia "alguns obstáculos a superar", mas as negociações entre Israel e a Santa Sé pareciam estar caminhando para uma conclusão bem-sucedida após 16 anos de reuniões.
Sua renúncia foi aceita em 28 de agosto de 2017 e Leopoldo Girelli foi nomeado seu sucessor. Em 4 de outubro de 2017, o Papa Francisco o nomeou membro da Congregação para a Evangelização dos Povos.
Giuseppe Lazzarotto é Grande Oficial (Comandante com Estrela) da Ordem Equestre do Santo Sepulcro de Jerusalém. No final de 2017, foi nomeado por Edwin Frederick O'Brien, Cardeal Grão-Mestre, como novo Assessor da Ordem, com sede no Vaticano. Monsenhor Lazzarotto renunciou ao cargo por motivos de saúde em 2019.